# Фізичні властивості мінералів

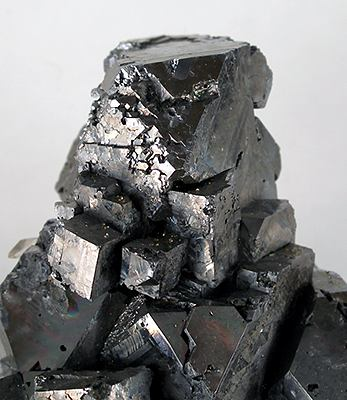
Галеніт, PbS (Сульфід свинцю) має високий показник питомої щільності

Фізи́чні власти́вості мінера́лів — характерні властивості мінералів, обумовлені їх складом і будовою. Вони визначаються так званою «конституцією мінералів», головним чином особливостями їх симетрії та анізотропії. Математичний аналіз фізики мінералів базується на тензорному численні і теорії груп.
Конституція мінералів — хімічний склад і внутрішня будова мінералів. Властивості мінералів залежать від особливостей хімічного складу й кристалічної структурі речовини, тобто від конституції мінералу, що обумовлена розмірами атомів та іонів з яких побудований мінерал, будовою їх електронних оболонок та властивостями, що їх визначає положення хімічних елементів у Періодичній системі хімічних елементів.
Конституція мінералу являє собою єдність його хімічного складу й кристалічної структури. Поняття «конституція» описує суть мінералу, вона є його внутрішньою властивістю, на відміну від решти властивостей та ознак, що є відгуком на зовнішні впливи, що проявляються й формуються у взаємодії із середовищем. Саме конституція мінералу визначає його видову приналежність .

## Загальна характеристика
До загальних властивостей належать:
- щільнісні — об'ємна маса (густина), пористість;
- оптичні, а також забарвлення і люмінесценція мінералів;
- механічні — межа міцності на стиск та розтягнення, модуль поздовжньої пружності (модуль Юнга), коеф. відносних поперечних деформацій (коеф. Пуассона), а також пружність, пластичність, твер¬дість, міцність, крихкість, дробимість;
- магнітні та електричні — питомий електричний опір, відносна діелектрична проникність, магнітна сприйнятливість, електризація тощо;
- теплові — теплопровідність, температуропровідність, питома теплоємність, термічне розширення.

До факторів, які в основному визначають фізичні властивості мінералів, належить тип хімічного зв'язку елементів, які складають мінерал. Напр., гомодесмічні мінерали з металічним зв'язком характеризуються високою електро- і теплопровідністю, високою густиною і твердістю, високою відбивною здатністю тощо, а мінерали з молекулярним хімічним зв'язком, навпаки, є ізоляторами, мають низьку густину та твердість, низьку відбивну здатність.
Часто мінерали, завдяки саме фізичним властивостям, широко використовуються у різних галузях. Напр., гарне забарвлення і прозорість у поєднанні з високою твердістю надають мінералам значення коштовного каміння, а висока твердість відкриває можливість використання їх як абразивного матеріалу тощо.
Фізичні властивості — найголовніші діагностичні ознаки мінералів. Їх інструментальне вивчення дозволяє кількісно оцінювати властивості, глибше зрозуміти їхню фізичну та генетичну природу, завдяки чому відкривається можливість використовувати мінерали як типоморфні ознаки і критерії пошуку та оцінки родовищ корисних копалин. Найчастіше мінерал характеризують за такими фізичними властивостями: форма кристалів, колір, блиск, колір порошку (риска), злам, твердість, питома вага, магнітність, смак, мінливість (у мінералогії), зональність мінералів тощо.

## Густина мінералів (г/см3)
Належить до найголовніших констант, і визначення її має важливе діагностичне значення. Густина мінералів коливається в широких межах: від значень, менших одиниці (лід, озокерит тощо), до 23.0 (мінерали групи осміїстого іридію).
При макроскопічному визначенні мінералів у польових умовах їх густина приблизно оцінюється зважуванням у руці, на підставі чого мінерали можна віднести до легких, середніх та важких. Існують ще мінерали дуже важкі і дуже легкі, які зустрічаються в явно підпорядкованих кількостях. Переважають мінерали з невисокою (від 2.0 до 4.0 густиною).
Густина залежить від хімічного складу і структури мінералу, причому в цьому відношенні особливо важливу роль відіграє атомна вага елементів, які входять до складу мінералів, а також їх валентність і розмір йонних радіусів.
Поліморфні різновиди речовини з різною кристалічною будовою мають різну густину. Так, графіт і алмаз складаються з вуглецю, але внаслідок різної кристалічної структури густина графіту 2,2, алмазу  3,5.
Відповідно до коливань хімічного складу один і той же мінерал може мати різну густину. Так, густина сфалериту залежно від домішок коливається від 3,50 до 4,20, а густина вольфраміту — від 7,1 до 7,5. Коливання густини можуть також спричинюватися неоднорідністю досліджуваного матеріалу, недостатньою його чистотою, пористістю і тріщинуватістю, а також, що звичайно спостерігається у мінералогічній практиці, малою кількістю досліджуваної речовини.
Густина мінералів служить не тільки діагностичною ознакою, але має велике практичне значення при збагаченні корисних копалин, коли різниця в густині використовується для розділення мінералів.

## Оптичні властивості мінералів
Суть оптичних властивостей мінералів полягає в тому, що промінь, падаючи на поверхню мінералу, частково відбивається, заломлюється, розсіюється або поглинається. Оптичні властивості виявляються через світлозаломлення, світловідбиття, світлорозсіювання і світлопоглинання. З ними пов'язані забарвлення мінералів і явище люмінесценції. На оптичних властивостях ґрунтується методика вивчення мінералів під мікроскопом.

## Механічні властивості мінералів
Механічні властивості мінералів є зовнішнім виявом міцності хімічних зв'язків між структурними одиницями кристалічної ґратки мінералу. Вони виявляються в твердості, крихкості, ковкості, спайності, окремості, зламі, гнучкості і пружності.

### Твердість мінералів
Твердість гірських порід і мінералів — властивість чинити опір зовнішньому механічному впливу іншого твердішого тіла, тобто деформуванню при місцевій силовій дії твердих тіл на їхню поверхню. Зумовлена головним чином міцністю кристалічної ґратки (тобто типом структури, природою і силою хімічного зв'язку, розміром і зарядом частинок, міжатомними відстанями і інш.) і її механічними параметрами (пружністю, пластичністю, крихкістю, наявністю і кількістю дислокацій).

## Магнітні властивості мінералів
Взаємодія мінералів з магнітним полем, тобто їх магнітні властивості, визначаються магнітними властивос-тями їх атомів і магнітною структурою мінералів (розміщенням і взаємодією атомів).
По суті всі мінерали є магнетиками — вони здатні намагнічува-тися в магнітному полі. Найбільш чітко ця властивість виявляється у мінералів, які містять атоми, що мають власний магнітний момент, зумовлений наявністю неспарених електронів.

## Електричні властивості мінералів
Електричні властивості мінералів, тобто здатність проводити електричний струм, визначаються електричними властивостями атомів, які утворюють мінерал, і електричною структурою мінералу (електронною будовою атомів, їх розташуванням, взаємодією).

### Таблиця густин та твердості мінералів
| Назва мінералу | Густина, г/см³ | Твердість за шкалою Мооса | Назва мінералу | Густина, г/см³ | Твердість за шкалою Мооса |
| -------------- | -------------- | ------------------------- | -------------- | -------------- | ------------------------- |
| Акантит        | 7,3            | 2 - 2,5                   | Діоптаз        | 3,3            | 5                         |
| Абернатіїт     | 3,3            | 2,5 - 3                   | Доломіт        | 2,9 - 3,2      | 3,5 - 4                   |
| Авантюрин      | 2,6            | 7                         | Дюмортьєрит    | 3,26 - 3,36    | 7                         |
| Агат           | 2,56 - 2,64    | 6,5 - 7                   | Евдіаліт       | 2,74 - 3,07    | 5,5 - 6                   |
| Азбест         | 2,5            | 2 - 2,5                   | Електрум       | 12,5 - 15,6    | 2 - 3                     |
| Акрохордит     | 3,2            | 4,5                       | Енстатит       | 3,2 - 3,5      | 5,5                       |
| Алебастр       | 2,3 - 2,88     | 1,5 - 2                   | Ешиніт         | 4,9 - 5,3      | 5 - 6                     |
| Алмаз          | 3,5 - 3,6      | 10                        | Жадеїт         | 3,2 - 3,5      | 7                         |
| Алюмініт       | 1,66 - 1,82    | 1 - 2                     | Заратит        | 2,6            | 3 - 3,75                  |
| Аметист        | 2,63 - 2,65    | 7                         | Зуніїт         | 2,88           | 7                         |
| Анкерит        | 2,91 - 3,1     | 3,5                       | Івоніт         | 3,2            | 3,5 - 4                   |
| Апатит         | 3,18 - 3,21    | 5                         | Ільваїт        | 3,8 - 4,1      | 6 - 6,5                   |
| Артроїт        | 5,36           | 2,5                       | Індиголіт      | 3,0 - 3,26     | 7 - 7,5                   |
| Артиніт        | 2,0            | 2,5 - 3                   | Ітабірит       | 3,24 - 4,29    |                           |
| Ацетамід       | 1,17           | 1 - 1,5                   | Йогансеніт     | 3,44 - 3,55    | 6                         |
| Бабефіт        | 4,31           | 3,5                       | Казоліт        | 6,0 - 6,46     | 4 - 5,5                   |
| Бакерит        | 2,88           | 4,5                       | Каліборит      | 2,128          | 4 - 5,5                   |
| Барит          | 4,88           | 3 - 3,5                   | Кальцит        | 2,6 - 2,8      | 2,75 - 3,5                |
| Беєрит         | 6,5 - 6,95     | 3                         | Карналіт       | 1,6            | 3                         |
| Берил          | 2,63 - 2,91    | 7 - 8                     | Каситерит      | 6,8 - 7,03     | 6,5 - 7,25                |
| Біверит        | 4,36           | 3,5 - 4,5                 | Кварц          | 2,65           | 7 - 7,25                  |
| Бірюза         | 2,6 - 2,84     | 5 - 6,5                   | Керніт         | 1,904 - 1,918  | 2,5 - 3                   |
| Бобковіт       | 2,24           |                           | Кіаніт         | 3,6            | 4,5 - 6                   |
| Бромеліт       | 3,02           | 9                         | Кіновар        | 8,0 - 8,2      | 2 - 3                     |
| Бруньятеліт    | 2,14           | 2                         | Кліноптилоліт  | 2,1 - 2,2      | 3,5 - 4                   |
| Бурштин        | 1,05 - 1,10    | 2 - 2,5                   | Кобальтит      | 6,3            | 5,5                       |
| Бура           | 1,71           | 2 - 2,5                   | Колеманіт      | 2,4            | 4 - 5                     |
| Бистрит        | 2,43           | 5                         | Коркіт         | 4,2 - 4,3      | 3,5 - 4,5                 |
| Вавеліт        | 2,3            | 3,5 - 4                   | Коффініт       | 5,1            | 5 - 6                     |
| Вапно          | 3,3            | 3 - 5                     | Кремінь        | 2,6            | 6 - 7                     |
| Велініт        | 4,74           | 4                         | Кристобаліт    | 2,27           | 7,25                      |
| Воджиніт       | 7,5            | 5,5 - 6                   | Ксенотим       | 4,3            | 4 - 5                     |
| Вольфраміт     | 6,7 - 7,5      | 5,5 - 6,5                 | Куприт         | 6,14           | 3,5 - 4                   |
| Вулканіт       | 7,1            | 1 - 2                     | Корунд         | 4,0            | 9                         |
| Галаксит       | 4,04 - 4,2     | 7,5 - 8                   | Кюрит          | 7,2            | 4 - 5                     |
| Гармотом       | 2,4 - 2,5      | 4,5                       | Лабрадор       | 2,69           | 6,6 - 6,75                |
| Гауліт         | 2,58           | 3,5                       | Лазурит        | 2,38 - 2,45    | 5,5                       |
| Гексагідрит    | 1,757          | 2                         | Ландсбергіт    | 13,48          | 3,75                      |
| Гематит        | 4,3 - 5,2      | 5,5 - 6                   | Лафоретит      | 4,39 - 4,92    | 3                         |
| Гетерозит      | 3,52           | 5,5 - 6                   | Леконтит       | 1,7            | 2 - 2,5                   |
| Гідробіотит    | 2,6 - 2,8      | 1 - 2                     | Летовіцит      | 1,83           | 1 - 2                     |
| Гільгардит     | 2,71           | 5                         | Лізардит       | 2,5 - 2,7      | 2,5 - 3                   |
| Гіпс           | 2,3            | 1,5 - 2                   | Ліннеїт        | 4,8 - 5,0      | 5,5                       |
| Гмелініт       | 2,1            | 4,5                       | Ловчорит       | 3,2 - 3,36     | 5                         |
| Гранат         | 3,51 - 4,25    | 6,5 - 7,5                 | Лопарит        | 4,6 - 4,9      | 5,5 - 6                   |
| Графіт         | 2,09 - 2,23    | 1                         | Людвігіт       | 3,7 - 4,75     | 5                         |
| Гюбнерит       | 7,1            | 4                         | Льюістоніт     | 3,12           | 5                         |
| Ґаніт          | 4,0 - 4,62     | 7,5 - 8                   | Магнезит       | 2,96           | 3,5 - 4,5                 |
| Даналіт        | 3,3 - 3,4      | 5,5 - 6                   | Маггеміт       | 4,7 - 4,9      | 5 - 5,5                   |
| Делафосит      | 5,41           | 5,5                       | Макосланіт     | 2,22           | 3,5                       |
| Дигеніт        | 5,5 - 5,7      | 2,5 - 3                   | Малахіт        | 3,9 - 4,15     | 3,5 - 4                   |